# Prioritätsregel (Produktion)

Elementare Prioritätsregeln nach REFA

Prioritätsregeln sind Regeln zur Reihenfolge der Durchführung mehrerer Aufgaben beziehungsweise Teilaufgaben durch ein Arbeitssystem entsprechend ihrer Dringlichkeit. Eine Prioritätsregel ist in der Produktionsplanung eine einfache Heuristik zur Maschinenbelegungsplanung und damit eine Regel zur Reihenfolgeplanung von zu bearbeitenden Aufträgen.
Prioritätsregeln werden auch dann benötigt, wenn die geplanten Fertigstellungstermine gleich sind. Die Befolgung solcher Regeln führt nicht zu einer optimalen Lösung des Problems, sie verhindert aber, dass persönliche Interessen und Machtmöglichkeiten einzelner Mitarbeiter und Führungskräfte in einer Produktion die Stelle von Systematiken gleich welcher Art einnehmen.
Typische Prioritätsregeln sind First-Come First-Served (FCFS) oder Kürzeste Operationszeit (KOZ, englisch Shortest-Job-Next). Im Bild Elementare Prioritätsregeln sind weitere, gebräuchliche Regeln aufgeführt. Das Feld „lokaler Bezug“ im Bild ist dann gesetzt, wenn die Regel so angewendet werden kann, dass ausschließlich die unmittelbare Situation im Arbeitssystem berücksichtigt wird. Bei „Übergreifend“ werden Daten herangezogen, die grundsätzlich die Situation des gesamten Auftrages meinen und nicht die unmittelbar am Arbeitssystem. Die Unterscheidung ist insofern von Bedeutung, als nur Regeln mit lokalem Bezug ohne weiteres in dezentralen Verfahren der Fertigungssteuerung herangezogen werden können. Sofern beide Bezüge möglich sind, handelt es sich um unterschiedlich mögliche Interpretationen der im Prinzip gleichen Regel.
In einer älteren Simulationsstudien durch Conway et al. wurde KOZ als die im Allgemeinen günstigste Regel ermittelt. Von den Regeln, die von ihnen getestet wurden, erreichte diese den geringsten Erwartungswert für die eintretenden Durchlaufzeiten. In vielen Fällen war dieses Ergebnis auch noch kombiniert mit der geringsten Standardabweichung der Durchlaufzeiten. Allerdings wurde die Regel immer ungünstiger, je breiter das zeitliche Spektrum der reinen Auftragszeiten wurde. Für die Bevorzugung von KOZ wird also eine einigermaßen homogene Struktur in den Auftragszeiten benötigt.